# Савруха (Оренбургская область)
Савруха — разъезд (населённый пункт) в городском округе город Бугуруслан Оренбургской области России.

## География
Населённый пункт находится у одноимённого железнодорожного разъезда на линии Самара — Уфа, на расстоянии 10 км к юго-западу от города Бугуруслан, административного центра округа.

### Часовой пояс
Разъезд Савруха, как и вся Оренбургская область, находится в часовой зоне МСК+2. Смещение применяемого времени относительно UTC составляет +5:00.

## Население
| 2010 |
| ---- |
| 40   |

### Национальный состав
По данным Всероссийской переписи населения 2010 года:
| № | Национальность | Численность, чел. | Доля |
| - | -------------- | ----------------- | ---- |
| 1 | русские        | 34                | 85 % |
| 2 | другие         | 6                 | 15 % |